# 한인사회당
한인사회당(韓人社會黨)은 1918년 5월11일(러시아구력 4월28일) 이동휘가 중심이 되어 하바롭스크에서 결성한 좌파 독립운동 단체로, 한국 최초의 사회주의 정당이다.

## 개요
이동휘는 1911년 105인 사건 이후 러시아 연해주로 망명했다가 1918년 2월 혁명 직후에 케렌스키 임시정부에 의해 체포됐다. 감옥에서 알렉산드라 킴 다음으로 한국 두번째의 공산주의자가 된 그는 1918년 영국, 미국, 프랑스가 러시아혁명을 전복하려고 내전에 개입한데 이어 일본군도 연해주로 진출하자 '러시아의 사회주의혁명과 한국의 민족해방운동을 결합해야 한다'고 주장하며 이동녕과 결별했고, 이후 한인사회당을 창당했다.

## 같이 보기
- 고려공산당(1921.5)